# Muriel Furrer
Muriel Furrer (1 de julio de 2006-Zúrich, 27 de septiembre de 2024) fue una deportista suiza que compitió en ciclismo en las modalidades de montaña (campo a través) y carretera.
Ganó una medalla de bronce en el Campeonato Europeo de Ciclismo de Montaña de 2024, en la prueba por relevos.
En septiembre de 2024 participó en el Campeonato Mundial de Ciclismo en Ruta. Sufrió una caída mientras disputaba la prueba de ruta en categoría juvenil y se fracturó el cráneo, por lo que tuvo que ser trasladada en helicóptero al Hospital Universitario de Zúrich. Falleció al día siguiente en el hospital, con solo 18 años.

## Medallero internacional
| Campeonato Europeo | Campeonato Europeo         | Campeonato Europeo | Campeonato Europeo         |
| Año                | Lugar                      | Medalla            | Competición                |
| ------------------ | -------------------------- | ------------------ | -------------------------- |
| 2024               | Cheile Grădiștei (Rumania) | Medalla de bronce  | Campo a través por relevos |